# Zaljev sv. Vincenta
Zaljev sv. Vincenta (engleski: Gulf St Vincent )  je veliki zaljev na južnoj obali Australije dio Južnog oceana, u državi Južna Australija kod grada Adelaidea.

## Zemljopisne karakteristike
Zaljev sv. Vincenta je širok 145 i oko 73 km dubok, sa zapada graniči s poluotokom York iza kojeg se prostire Zaljev Spencer, a s istoka s poluotokom Fleurieu. Na jugu prema oceanu granica mu je otok Kangaroo. Najveći grad uz njegove obale jest luka grada Adelaide - Port Adelaide na istočnoj obali zaljeva. 
U zaljev sv. Vincenta utječu rijeke Torrens, Gawler i Onkaparinga. 
Obale zaljeva sv. Vincenta su niske i pjeskovite, s vodama jako visokog saliniteta, pa se to koristi za rad solane kod Dry Creeka pored Adelaidea.
Do Zaljeva sv. Vincenta prvi je doplovio britanski pomorac Matthew Flinders koji je zaljev detaljno ispitao 1802.
Zaljev je dobio ime po admiralu Johnu Jervisu koji je nosio titulu vojvode od sv. Vincenta.

## Vanjske poveznice
|  | Zajednički poslužitelj ima još gradiva o temi Zaljev sv. Vincenta |

- Gulf Saint Vincent na portalu Encyclopædia Britannica